# Heerde (plaats)

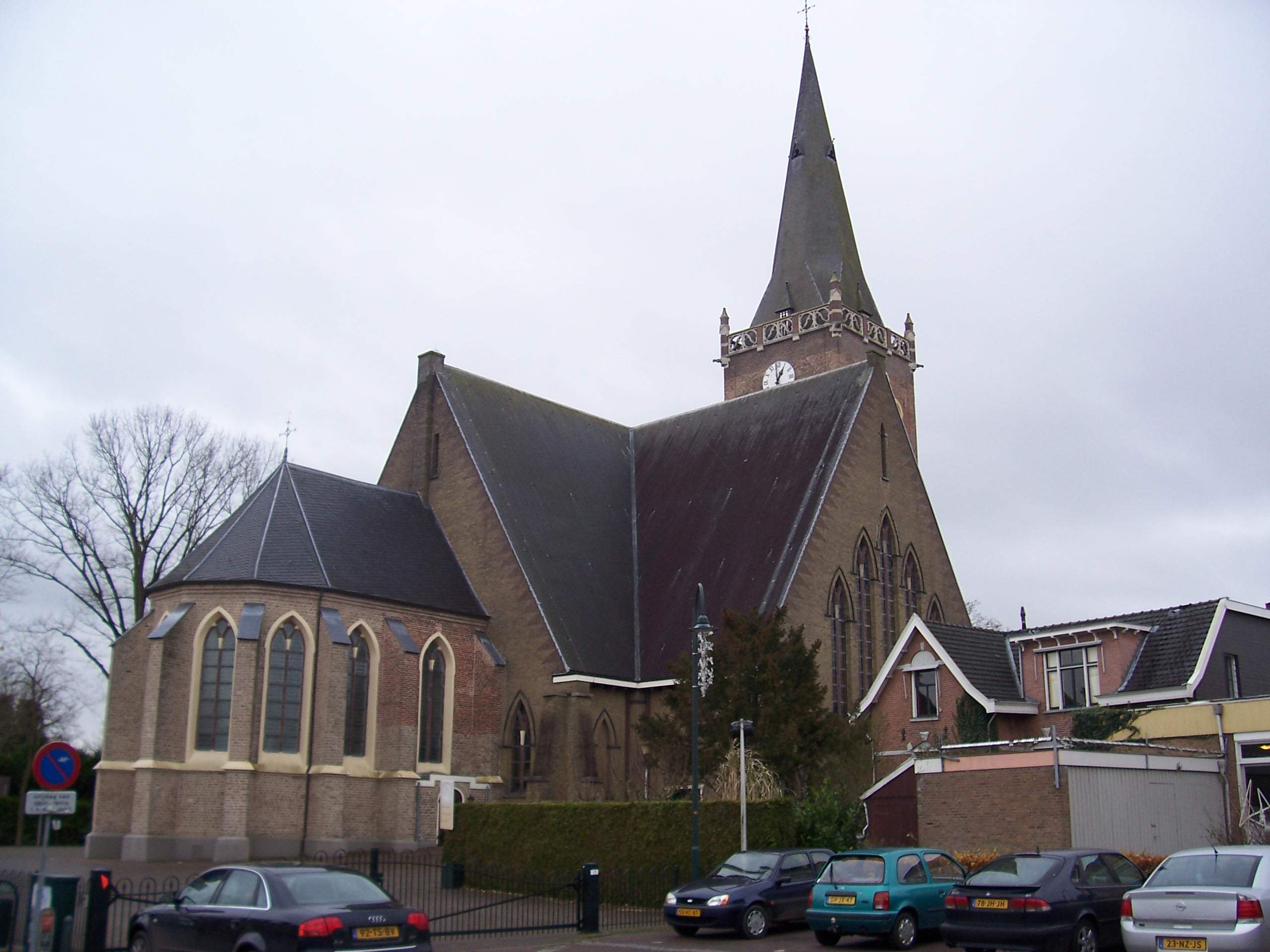
Johanneskerk Heerde

Heerde (uitspraakⓘ) is een plaats in de Nederlandse provincie Gelderland en hoofdplaats van de gemeente Heerde. De plaats Heerde telt 11.940 inwoners (2023).

## Geschiedenis
Tot 125.000 jaar geleden lag hier een gletsjer uit de ijstijd die stuwwallen, zoals de Renderklippen, deed ontstaan. Opgravingen laten zien dat de streek al in 4500 v.Chr. bewoond was. In de middeleeuwen ontstonden een tweetal woonkernen in het gebied van de huidige gemeente Heerde. De kapel van Heerde werd in het jaar 1176 onafhankelijk van Epe.
In 1407 werd het Fraterhuis Hulsbergen gesticht. Behalve handschriften kopiëren, hadden de broeders ook werk aan het in cultuur brengen van de grond. Als gevolg van de Beeldenstormen de daaropvolgende Tachtigjarige Oorlog en Kerkhervorming werd het klooster in 1578 opgeheven. Heerde ging overigens niet van harte met de Kerkhervorming mee, dat kwam ook doordat de streek in het begin van de oorlog door soldaten van beide zijden vaak geplunderd werd.
In de 17e eeuw woonden de welgestelde Heerdenaren in landhuizen zoals Zwanenburg (gesloopt in de 19e eeuw), Bonenburg (1633; nog te vinden aan de gelijknamige laan) en Burggraaf (in de 19e eeuw gesloopt, maar in 1862 herbouwd). Aan de rand van de gemeente ligt de Historische Buitenplaats Kasteel Vosbergen, een rijksmonument voorzien van een dubbele 17e-eeuwse trapgevel en omgeven door een binnen- en buitengracht. Op het voorplein van het kasteel bevindt zich een bouwhuis met woning en stallen. Het wordt omgeven door een landgoed van 80 ha waarop meerdere boerderijen en in de 19e eeuw 2 papiermolens Vosbergen is in essentie een spijker met latere uitbreidingen en wordt voor het eerst genoemd in een document uit 1588 dat zich in het Leeuwarder archief bevindt (archief Doys). Het was oorspronkelijk bezit van de families Doys en Krijt (waarnaar het huis ook lang vernoemd is geweest) maar kwam in 1715 in handen van Alexander van Dedem. Diens nazaten bezitten het nog steeds. In de zeventiger jaren van de vorige eeuw is het uitgebreid gerestaureerd door de toenmalige bewoners, Mr H.M.A. Kamerlingh Onnes en Mevr. G.A. Kamerlingh Onnes- Baronesse van Dedem. Het huis wordt particulier bewoond maar ook gebruikt voor trouwpartijen.
Op 13 april 1945 wilden verzetsleden voorkomen dat de Duitsers de strategische Klementbrug zouden opblazen. Zij verwachtten Canadezen, maar werden verrast door een Duitse patrouille. Er ontstond een vuurgevecht en er vielen doden onder de verzetsleden, en uit wraak vermoordden de Duitsers ook enkele onschuldige burgers, totaal 12 doden, waarvan 7 verzetsleden. Een muur met kogelgaten en een inscriptie herinneren aan het drama. In de tuin van het huis staat een zwaard of kruis als gedenkteken. De tekst luidt: 'Hier velde 't Duitse zwaard 13 april a.d. 1945 12 Nederlanders'.

## Grote bedrijven/werkgevers
In 1903 is de Klok Zeepfabriek opgericht, welke in 1992 verder is gegaan als dalli de Klok Heerde. Tegenwoordig een vervaardiger van vaatwastabletten en vaatwascapsules. Daarnaast bevindt zich in Heerde een vestiging van het bedrijf Bolletje waar onder meer het knäckbrod wordt geproduceerd. Ook is het grafisch bedrijf Koninklijke Van der Most B.V. er gevestigd.

## Bereikbaarheid
Heerde ligt aan de snelweg A50 (Eindhoven - Hattemerbroek). De plaats heeft geen treinstation en is voor openbaar vervoer afhankelijk van de bus. Het busverkeer wordt verzorgd door EBS die in de concessie IJssel-Vecht, waar Heerde in ligt, rijdt. Met snelRRReis 210 en comfortRRReis 304 kan men vanaf Transferium Horsthoek zowel naar Zwolle als naar Apeldoorn reizen. Met buurtbus 502 kan men van Heerde naar Veessen, Vorchten en Wezep reizen. Deze lijn vormt doordeweeks een uurdienst.
Heerde beschikte van 2 september 1887 tot 8 oktober 1950 over een spoorwegstation voor personenvervoer, station Heerde. Het spoortraject werd nog tot 1972 gebruikt voor goederenvervoer tussen Zwolle en Apeldoorn. De spoorlijn staat bekend als de "baronnenlijn". Op de plek waar het spoort lag, ligt nu een betonnen fietspad waarmee van Heerde naar Vaassen gefietst kan worden.

## Sport
Heerde kent de sportverenigingen:
- hltc (tennisvereniging)
- Skeelerclub Oost Veluwe
- Scouting Buys Ballot
- VV SEH (22 maart 1957), zaterdagamateurs, 4e klasse
- VV Heerde (september 1912), zaterdagamateurs, 2e klasse
- ZVV ABC Hekwerk zaalvoetbalvereniging, Topklasse
- Heerder Badminton Club (opgericht op 15 april 1975)
- Judoteam Bijsterbosch in Heerde en Wapenveld
- Vined tafeltennisvereniging
- AV "De Gemzen" (8 januari 1949)
- Langhenkel HEC volleybalvereniging
- Zwemvereniging Octopus, Gelderse Hoofdklasse
- Paardensportvereniging en Ponyclub "De Schaapskooiruiters" in Wapenveld

## Uitgaansgelegenheden
Op het gebied van uitgaan vormt de Heerder dansgelegenheid SQ (voorheen d'Aesculaap) al decennialang een trekpleister voor de jeugd uit Heerde en omliggende dorpen. De dancing kent haar oorsprong in de zeventiger jaren, toen nog als kroeg / bar dancing. Uit deze tijd stamt ook de bijnaam "Sjonnie", refererend aan oud eigenaar Sjonnie Scheeres.
Begin deze eeuw is de 'oude Aesculaap' onder de sloophamer gegaan en vervangen door een nieuw uitgaanscomplex. Sinds de nieuwbouw is de huidige naam SQ aan de disco verbonden.

## Bekende Heerdenaren
- Jan Eizes de Boer (1932-2020), burgemeester
- Hendrik Jan van Duren (1937-2008), boer en politicus
- Han Reil (1939-2024), orgelbouwer en politicus
- Ottolien Boeschoten (1963), actrice
- Jack Liemburg (1967), kunstenaar
- Jacco Eltingh (1970), tennisspeler
- Martijn Bink (1972), NOS-verslaggever
- Toine Rorije (1974), voetballer
- Mirjam Bouwman (1977), tv-presentatrice

## Wijken en buurten in Heerde
- Heerde-West: Zuppeld, Schotkamp, Bakhuisbos
- Heerde-Noord: Molenkamp, Oranjewijk, Hoornerveen
- Heerde-Oost: Doelbeek, Bloemenwijk, Vosbergen
- Heerde-Zuid: De Horsthoek, Langeslag, Bovenkamp
- Centrum

## Cultuur

### Monumenten
In Heerde zijn er een aantal rijksmonumenten en oorlogsmonumenten, zie:
- Lijst van rijksmonumenten in Heerde (plaats)
- Lijst van gemeentelijke monumenten in Heerde
- Lijst van oorlogsmonumenten in Heerde
- Lijst van beelden in Heerde

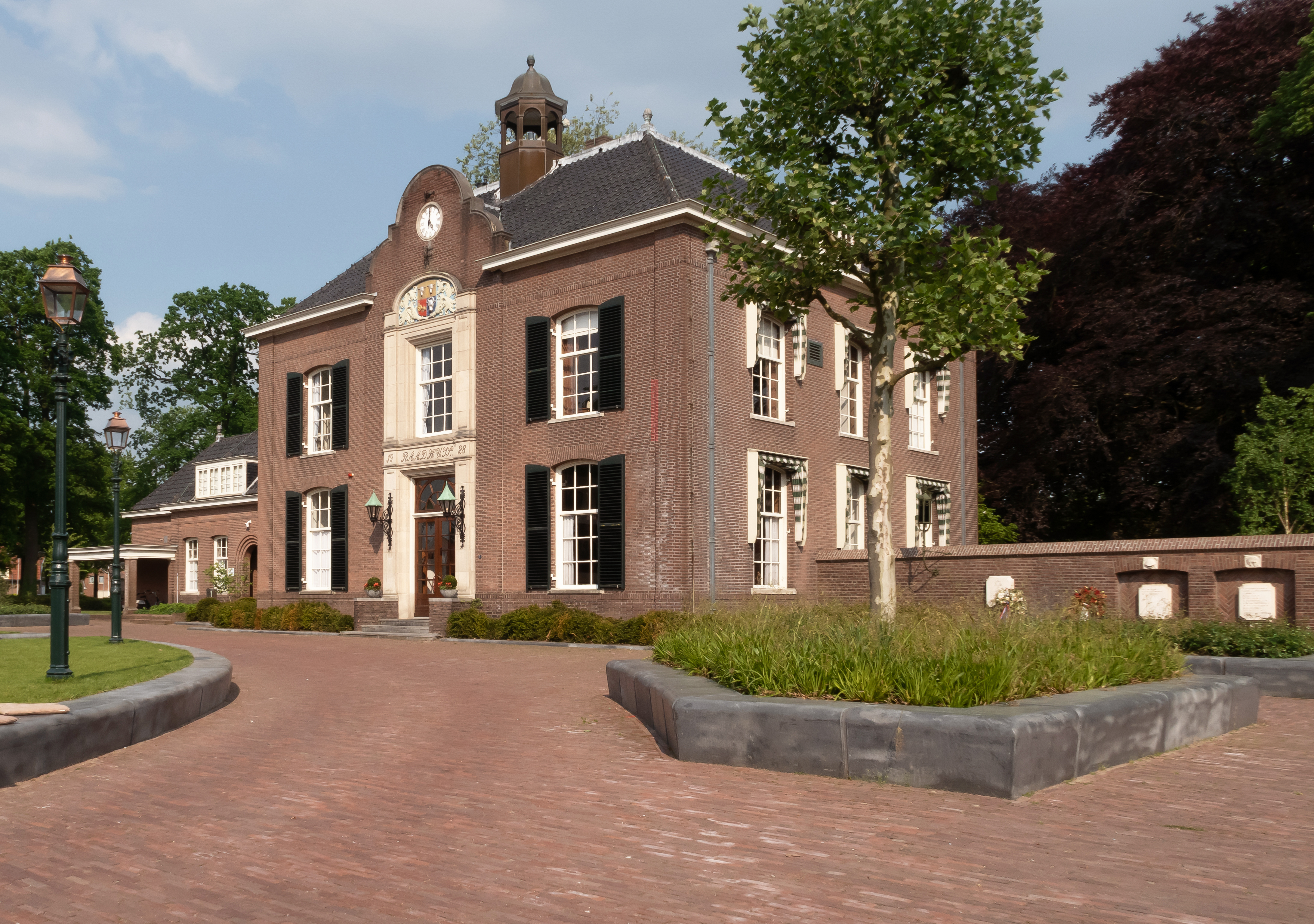
Raadhuis
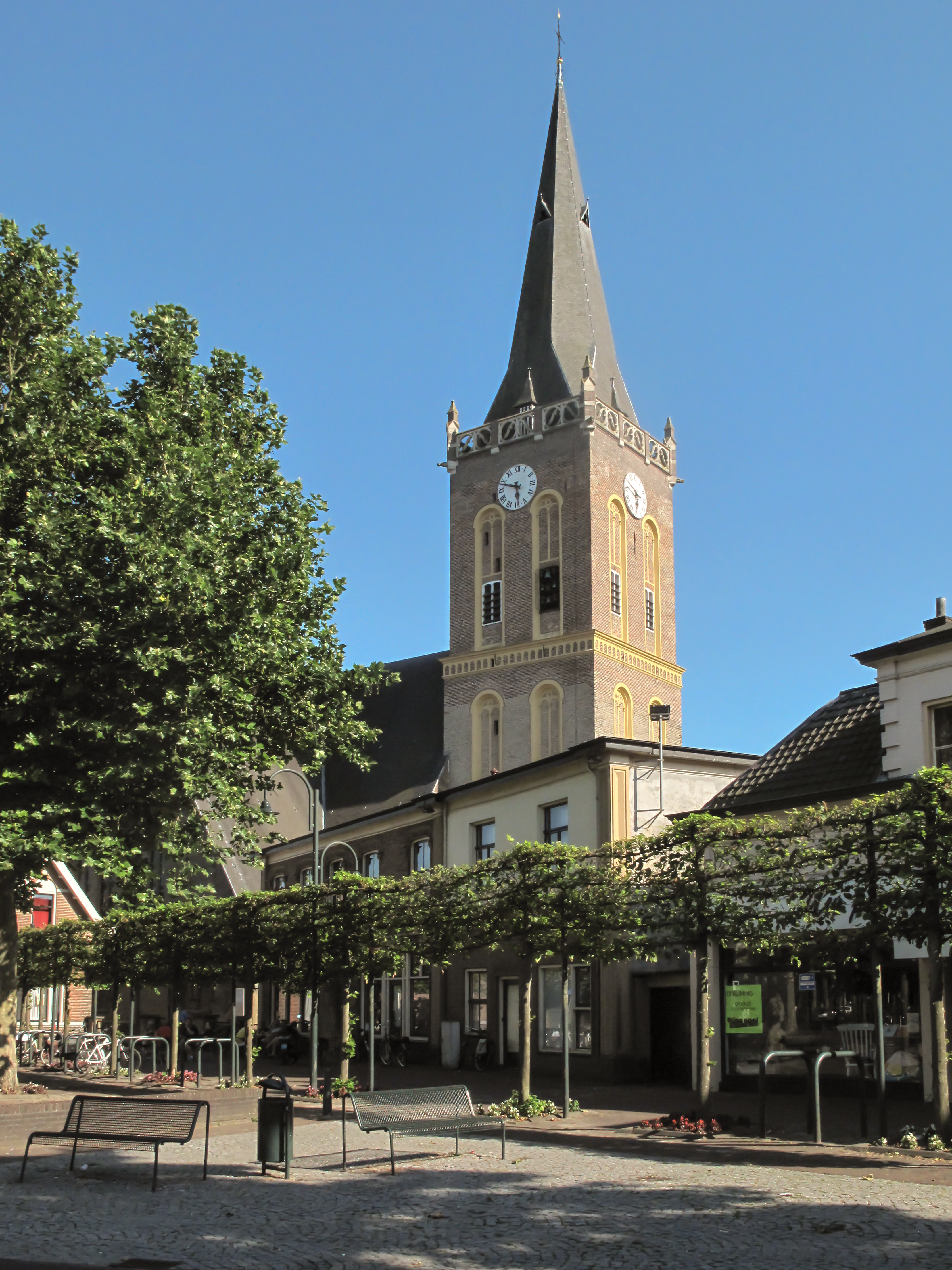
Johanneskerk in straatzicht
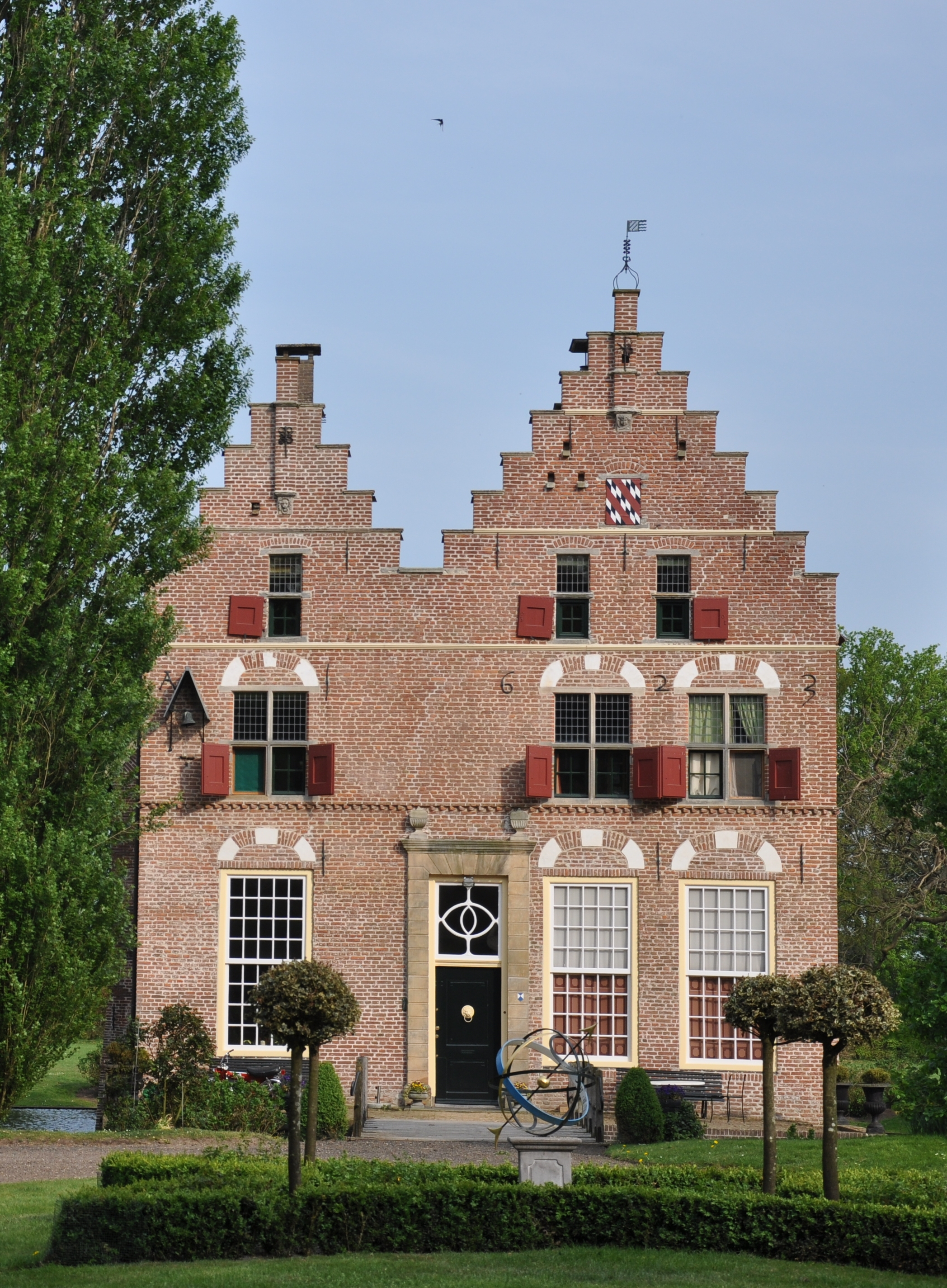
Huize Vosbergen
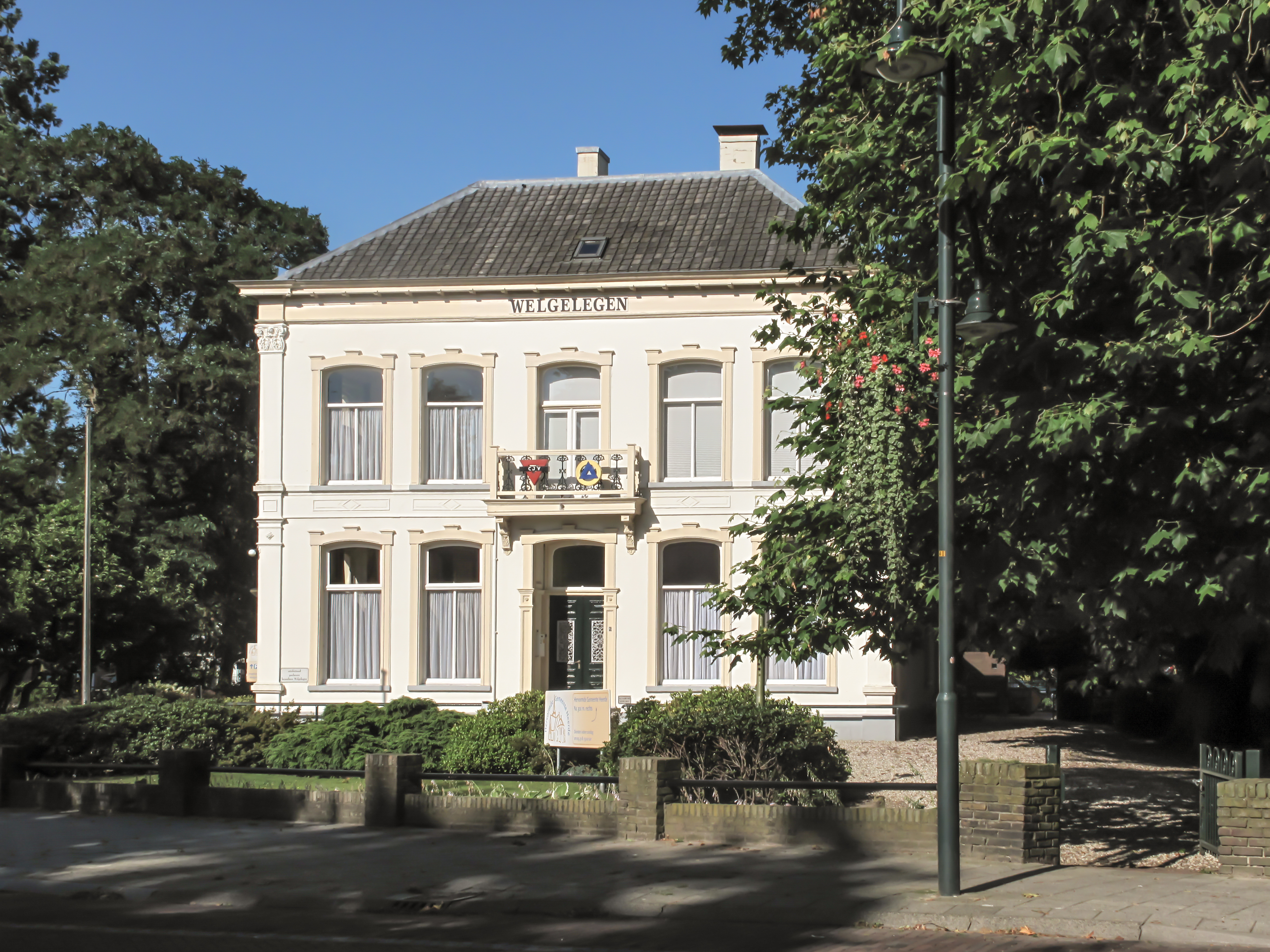
Villa Welgelegen
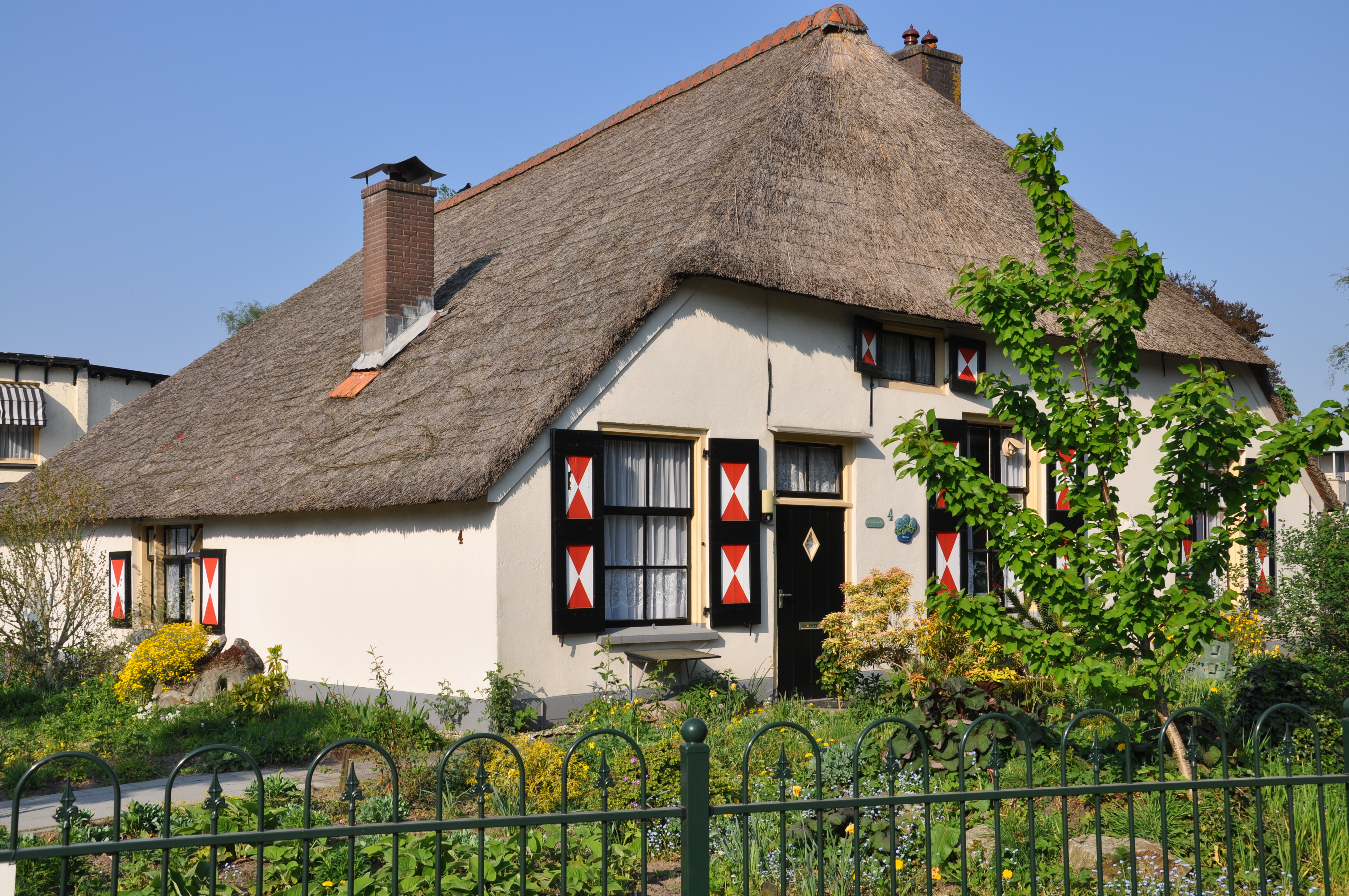

Hoofdplaats: Heerde      Dorpen: Veessen · Vorchten · Wapenveld

Buurtschappen: Bakhuisbos · Berghuizen · Hoorn · Hoornerveen · Horsthoek · Markluiden · Wapenveld-noord · Werven · Wolbert

Gelderland: Steden en dorpen in Gelderland      Nederland: Provincies · Gemeenten